# Wolha Ziuźkowa
Wolha Iharauna Ziuźkowa (biał. Вольга Ігараўна Зюзькова; ur. 14 czerwca 1983 w Mostach) – białoruska koszykarka, występująca na pozycji rozgrywającej, reprezentantka kraju, olimpijka, od 2017 zawodniczka Haryzontu Mińsk.

## Osiągnięcia
Stan na 2 maja 2023, na podstawie, o ile nie zaznaczono inaczej.

### Drużynowe
- Mistrzyni Białorusi (2010, 2014, 2015, 2021, 2022, 2023)[3][4][5][6][7][8]
- Wicemistrzyni:
  - Litwy (2017)[9]
  - Białorusi (2013, 2016, 2018)[10][11][12]
- Brązowa medalistka mistrzostw Białorusi (2019)[13]
- Zdobywczyni Pucharu Białorusi (2021/2022)[7]
- Finalistka Pucharu Białorusi (2014/2014, 2014/2015, 2015/2016, 2017/2018)[4][5][11][12]
- Uczestniczka międzynarodowych rozgrywek Eurocup (2013–2017, 2021/2022)

### Indywidualne
(* – nagrody przyznane przez portal eurobasket.com)
- Najlepsza zawodniczka, występująca na pozycji obronnej ligi białoruskiej (2015, 2019)*[5][13]
- Zaliczona do*:
  - I składu ligi białoruskiej (2015, 2019)[5][13]
  - II składu ligi białoruskiej (2010, 2011, 2014, 2018, 2020)[3][14][4][12][15]
  - składu honorable mention ligi litewskiej (2017)[9]
- Uczestniczka meczu gwiazd ligi białoruskiej (2015)[5]
- Liderka w asystach ligi białoruskiej (2019 – 5,1, 2020 – 6,2)[13][15]

### Seniorska
- Uczestniczka:
  - igrzysk olimpijskich (2016 – 9. miejsce)[16][17]
  - mistrzostw:
    - świata (2014 – 10. miejsce)
    - Europy (2015 – 4. miejsce, 2017 – 15. miejsce, 2019 – 13. miejsce, 2021 – 4. miejsce)

  - kwalifikacji:
    - olimpijskich (2016 – 5. miejsce)
    - do Eurobasketu (2017, 2019, 2021, 2023)

#### Młodzieżowe
- Uczestniczka:
  - mistrzostw Europy U–16 (1999 – 8. miejsce)
  - kwalifikacji do mistrzostw Europy:
    - U–20 (2002)
    - U–16 (1999)